# عیسی قاسم
عیسی احمد قاسم بَحرانی (زادهٔ ۱۹۳۷ میلادی) نام‌ور به شیخ عیسی قاسم عالم برجستهٔ شیعه مرجع تقلید شیعیان بحرین و رهبر شیعیان بحرین و رهبر معنوی خیزش بحرین (۲۰۱۱-۲۰۱۲) است. دادگاه بحرین در ۲۱ مه ۲۰۱۷ وی را به یک سال حبس و مصادره اموال محکوم کرد.
نیروهای بحرینی، در ۲۳ مه ۲۰۱۷ با ورود به خانه وی، او را بازداشت کردند، ۲ نفر از هوادارانش را کشتند و ۱۰۰ نفر را زخمی کردند.

## زندگی‌نامه
شیخ عیسی قاسم در روستای دراز نزدیکی منامه پایتخت کنونی بحرین زاده شد.
او از خانواده سرشناسی نبود و پدرش ماهی‌گیری ساده بود.
وی در دوران دبستان نمره‌های درخشانی داشت برای همین برای ادامهٔ درس دراز را ترک کرد.
او دبیرستان را در منامه گذراند.

### تحصیلات دینی
همزمان با تحصیل متوسطه در منامه شب‌ها برای تحصیل دین به درس «شیخ عبدالحسین حلی» در «نعیم» می‌رفت؛ و سال ۱۹۶۲ میلادی (۱۳۴۰-۴۱) به نجف رفت و نزد کسانی چون سید محمدباقر صدر تحصیل کرد.
چهار سال دیگر از نجف به بحرین بازگشت و در خمیس در مدرسه‌ای راهنمایی به آموزش پرداخت.
پس از دو سال به نجف بازرفت و با کسانی مانند «عبدالله غریفی»، «عباس ریس»، «عبدالله مدنی»، «عبدالامیر جمری» آشنا شد.
در اواخر دههٔ ۶۰، برای ادامهٔ درس به ایران رفت. در قم نزد استادانی مانند سید محمود هاشمی و سید کاظم حائری و آیت‌الله فاضل لنکرانی درس آموخت. تا ۸ اسفند ۱۳۷۹ در ایران بود و پس از آن به بحرین بازگشت.

## فعالیت‌های سیاسی

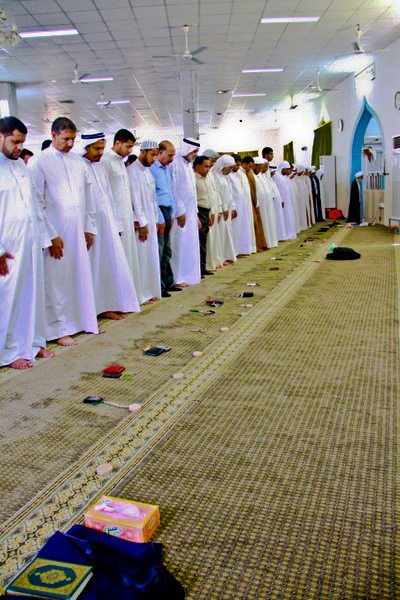
نماز جمعه به پیش‌نمازی شیخ عیسی قاسم در دراز بحرین، ۵ فروردین ۱۳۹۰

### نمایندگی مجلس
در سال ۱۳۵۰ (۱۹۷۱ میلادی) هنگامی که کشور بحرین از شاهنشاهی ایران و انگلستان رسماً جدا شد و به استقلال رسید، شیخ با اصرار عالمان از نجف به کشور نو تأسیس بحرین بازگشت.
وی در تدوین قانون اساسی بحرین نقش داشت.
با اصرار مردم در سال ۱۹۷۳ میلادی نامزد مجلس مؤسسان مشروطهٔ بحرین شد و با بالاترین رای به مجلس راه یافت.
وی رئیس هیئت دینی مجلس شد و در کنار جریان اسلامگرا، نقش مهمی در تدوین بندهای اسلامی قانون اساسی داشت.
همان سال ۱۳۵۰ با رای مردم عضو مجلس ملی بحرین شد و تا انحلال مجلس در آن‌جا ماند.

### اقدامات تأسیسی
شیخ عیسی از بنیانگذاران «جمعیت بیداری اسلامی» در سال ۱۳۵۰ بحرین بود.
از دیگر کارهای او تأسیس «جمعیت اسلامی روشنگری» در آغاز ورودش به بحرین در سال ۵۰ بود.
دیگر کار او تأسیس «مجلس دانشی اسلامی» در ابتدای بازگشتش بود.
در دور نخست رئیس مجلس و پس از رفتن به دفتر بررسی مراجعه‌های مذهبی این مجلس، ریاست را به «سید مجید مشعل» واگذاشت.
پس از بازگشت از ایران در سال ۱۳۷۹ نیز دوباره رئیس مجلس شد.

### اتهام
در سال ۱۳۷۴ (۱۹۹۶ میلادی) دولت بحرین او را متهم به نقش داشتن در کودتا و همکاری با حزب‌الله بحرین محکوم کرد.
با توجه به جاافتادگی او در میان بحرینیان و اعتقادش به ولایت فقیه، برخی این اتهام را توطئهٔ آل‌خلیفه می‌دانند.

### امامت جمعه
پس از بازگشت به بحرین در سال ۱۳۷۹، خطیب جمعهٔ مسجد امام صادق دراز زادگاهش شد.

### رهبری خیزش بحرین
پس از آغاز خیزش ۲۵ بهمن بحرین در سال ۱۳۸۹، او در عمل رهبر این انقلاب شد.
سخنرانی‌های او و خطبه‌های جمعه‌اش نقش تعیین‌کننده‌ای در انقلاب دارد.
دعوت او به ایستادگی در برابر نیروهای آل خلیفه و آل سعود هنگام دست‌درازیشان به زنان از جملهٔ آن‌هاست.

#### توهین وزیر دادگستری
در جریان خیزش، وزارت دادگستری نامه‌ای توهین‌آمیز علیه وی منتشر کرد تا محبوبیتش را در میان مردم بسنجند.
مردم نیز ۴ شهریور ۱۳۹۰ نماز جمعه را در سراسر بحرین تعطیل کردند و تنها نماز شیخ قاسم برگزار شد.

#### دعوت به بزرگ‌ترین راهپیمایی
پس از آن که حمد بن عیسی آل خلیفه پادشاه بحرین مخالفانش را اندک خواند، به دعوت شیخ عیسی قاسم تظاهراتی با عنوان «لبیک یا بحرین» با حضور بیش از نیم‌میلیون نفر در منامه برگزار شد.
این تظاهرات بزرگ‌ترین تجمع تاریخ کشور بحرین بود که بیش از ۵۰٪ بحرینیان در آن حضور داشتند، به‌طوری‌که راهپیمایی «همه‌پرسی» خوانده شد و این نخستین باری بود که خود شیخ عیسی قاسم در تظاهرات شرکت می‌کرد.

## سلب تابعیت
وزارت کشور بحرین روز ۳۱ خرداد ۱۳۹۵ در بیانیه‌ای با استناد به بند جیم ماده دهم قانون تابعیت بحرین، سلب تابعیت شیخ عیسی قاسم را اعلام کرد. این بیانیه در حکم خود به دلایل ذیل استناد کرده است:
1. خروج از وظایف شهروندی و همزیستی مسالمت‌آمیز؛
2. تعمیق مفاهیم طائفه گری؛
3. مخالفت با قانون اساسی و نهادهای دولتی؛
4. ایجاد تفرقه در جامعه؛

همچنین تلاش برای ایجاد حکومت روحانیون و وکالت شرعی شیخ عیسی قاسم از مراجع تقلید شیعیان از دلایل دیگر سلب تابعیت وی است.
سلب تابعیت شیخ عیسی قاسم در ایران، عراق، کویت، لبنان، کشورهای اسلامی و در سطح بین‌الملل بازتاب‌هایی داشت و گروه‌ها، موسسات، شخصیت‌ها و دولت‌ها این اقدام را تقبیح و محکوم کردند.
شیعیان بحرین در منطقه دراز با کفن تظاهرات کردند و نماینده دفتر حقوق بشر سازمان ملل اعلام کرد که سلب تابعیت از شیخ عیسی قاسم هیچ توجیهی ندارد. همچنین سخنگوی وزارت امور خارجه آمریکا در بیانیه‌ای لغو تابعیت شیخ عیسی قاسم را محکوم کرد و این اقدام را موجب نگرانی واشینگتن دانست.

## صدور حکم

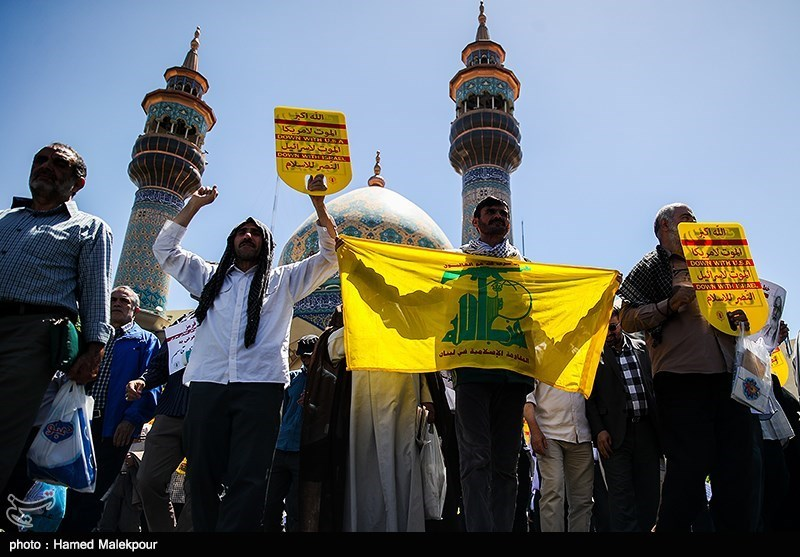
حمیدرضا احمدآبادی در راهپیمایی حمایت از عیسی قاسم با پرچم حزب‌الله لبنان

دادگاه بحرین در روز یکشنبه ۳۱ اردیبهشت ۱۳۹۶ طی حکمی شیخ عیسی قاسم و دو تن از مسئولان دفتر وی «حسین القصاب» و «میرزا الدرازی» را به یک سال حبس و مصادره اموال به میزان ۳ میلیون دینار و پرداخت هزار دینار غرامت محکوم کرد. در پی اعلام این حکم، مردم بحرین در محکومیت آن در اطراف منزل ایشان در منطقه تحت محاصره الدراز واقع در غرب منامه تظاهرات کردند.
همچنین مناطق مختلف بحرین مانند ستره، ابوصیبع، کرانه، العکر، دمستان و البلاد القدیم شاهد تظاهرات بود که برخی از آن‌ها به درگیری شدید با نیروهای امنیتی آل خلیفه منجر گردید.

## عمل جراحی در لندن
شیخ عیسی قاسم به خاطر بیماری روز ۱۸ تیر ۱۳۹۷ از بحرین به انگلیس اعزام شد و روز دوم مردادماه در لندن مورد عمل جراحی قرار گرفت. وی مبتلا به سرطان روده است.

## حضور در عراق
در روز چهارشنبه ۵ دی ۱۳۹۷ عیسی قاسم پس از طی دوره درمانی در انگلستان، برای زیارت عتبات عالیات از لندن وارد شهر نجف در کشور عراق شد.این سفر او که اقدامی از سوی روحانیون و مراجع نجف بود، نخستین سفر وی به شهرهای زیارتی عراق بعد از گذشت ۵۰ سال بوده است. او دو روز پس از ورود به شهر نجف با سید علی سیستانی مرجع شیعیان عراق دیدار نمود. عیسی قاسم در پنج شنبه ۶ دی ۱۳۹۷ در مراسم بزرگداشت سید محمود هاشمی شاهرودی که از سوی نمایندگی ولی فقیه در عراق در نجف برگزار شد شرکت نمود. شماری از شخصیت‌های دینی و اجتماعی عراق از جمله عمار حکیم رئیس مجلس اعلای اسلامی عراق و قیس خزعلی دبیرکل جنبش عصائب اهل الحق عراق نیز پس از ورود او به این کشور با وی دیدار کردند.

### اقامت در نجف
در روز دوشنبه ۱۰ دی ۱۳۹۷ شبکه عراقی الغدیر و پایگاه خبری ارم نیوز، در گزارش‌هایی به نقل از جواد الغزالی عضو کمیته امنیتی شورای شهر نجف اعلام کردند که رهبر شیعیان بحرین خانه‌ای را در محله «الامیر» این شهر اجاره کرده و در آن اقامت خواهد داشت.
وی همچنین به مشهد سفر کرد و سپس جهت مداوا در بیمارستانی در تهران بستری گردید.

## پی‌نوشت و منابع
1. ↑  Wesam Al-Seb'a (22 October 2011). "The religious block in National assembly" (به عربی). Al-Wasat newspaper. Retrieved 2 August 2011.
2. ↑  Staff writer. "Historical scrap" (به عربی). Al-Bayan. Archived from the original on 28 September 2011. Retrieved 2 August 2011.
3. ↑  "Routine Abuse, Routine Denial: Civil Rights and the Political Crisis in Bahrain". Human Rights Watch. UNHCR. 1 January 2006. Retrieved 19 July 2012.
4. ↑  «آیت‌الله عیسی قاسم در نماز جمعه بحرین:آل‌خلیفه چاره‌ای جز اصلاحات ندارد». فارس. ۴ شهریور ۱۳۹۰.
5. ↑  «گزارش آسوشیتدپرس از نماز جمعه امروز بحرین؛ نمازگزاران بحرینی هشدار دادند آل‌خلیفه درحال «خودکشی سیاسی» است». فارس. ۴ شهریور ۱۳۹۰.
6. ↑  خبرگزاری ابنا
7. ↑  ابنا:بیانیه قاسم سلیمانی
8. ↑  ابنا: دعوت مقتدی صدر از مردم عراق برای تظاهرات در حمایت از شیخ عیسی قاسم
9. ↑  ابنا: واکنش عبدالحمید دشتی به سلب تابعیت شیخ عیسی قاسم
10. ↑  ابنا:حزب‌الله لبنان سلب تابعیت شیخ عیسی قاسم را محکوم کرد
11. ↑  واکنش عالم اهل سنت لبنان به لغو تابعیت شیخ عیسی قاسم
12. ↑  ابنا: بیانیه مجمع جهانی اهل بیت
13. ↑  ابنا: انجمن حقوق بشر بحرین سلب تابعیت شیخ عیسی قاسم را محکوم کرد
14. ↑  ابنا: تظاهرات مردم بحرین
15. ↑  ابنا: واکنش دفتر حقوق بشر سازمان ملل
16. ↑  فارس: واکنش آمریکا به لغو تابعیت شیخ عیسی قاسم
17. ↑  «ایران صدور حکم علیه آیت‌الله شیخ عیسی قاسم را محکوم کرد». فارس. ۳۱ اردیبهشت ۱۳۹۶.
18. 1 2  «تظاهرات بحرینی‌ها در محکومیت صدور حکم آیت‌الله عیسی قاسم+عکس». مشرق. ۱ خرداد ۱۳۹۶.
19. ↑  ابنا: عمل جراحی شیخ عیسی قاسم با موفقیت انجام شد[پیوند مرده]
20. ↑  «شیخ عیسی قاسم وارد نجف اشرف شد». ایرنا. ۶ دی ۱۳۹۷. دریافت‌شده در ۱۶ دی ۳۹۷. تاریخ وارد شده در |بازبینی= را بررسی کنید (کمک)
21. 1 2  «دیدار شیخ عیسی قاسم با آیت‌الله سیستانی در نجف». تابناک. ۷ دی ۱۳۹۷. دریافت‌شده در ۱۶ دی ۱۳۹۷.
22. ↑  «آیت‌الله عیسی قاسم وارد نجف شد». ایکنا. ۵ دی ۱۳۹۷. دریافت‌شده در ۱۶ دی ۱۳۹۷.
23. ↑  «شیخ عیسی قاسم وارد نجف اشرف شد». پارس تودی. ۵ دی ۱۳۹۷. دریافت‌شده در 16 دی ۱۳۹۷,. تاریخ وارد شده در |بازبینی= را بررسی کنید (کمک)
24. 1 2  «دیدار شیخ عیسی قاسم با آیت‌الله سیستانی در نجف اشرف». پاس تودی. ۷ دی ۱۳۹۷. دریافت‌شده در ۱۶ دی ۱۳۹۷.
25. ↑  «بزرگداشت آیت‌الله شاهرودی با حضور مراجع نجف برگزار شد». ایرنا. ۷ دی ۱۳۹۷. دریافت‌شده در ۱۶ دی ۱۳۹۷.
26. ↑  «احتمال اقامت شیخ عیسی قاسم در نجف افزایش یافت». ایرنا. ۱۰ دی ۱۳۹۷. دریافت‌شده در ۱۶ دی ۱۳۹۷.
27. ↑  «اقامت شیخ عیسی قاسم در عراق». خبرگزاری دانشجو. ۱۰ دی ۱۳۹۷. دریافت‌شده در ۱۶ دی ۱۳۹۷.